# Bergamo Challenger
Il Bergamo Challenger è stato un torneo professionistico di tennis giocato su campi in sintetico indoor, facente parte dell'ATP Challenger Series. L'unica edizione del torneo fu disputata a Bergamo in Italia dal 15 al 21 marzo 1993.

## Albo d'oro

### Singolare
| Anno | Campione       | Finalista  | Punteggio |
| ---- | -------------- | ---------- | --------- |
| 1993 | Jonas Björkman | Paolo Canè | 7–5, 6-2  |

### Doppio
| Anno | Campioni                          | Finalisti               | Punteggio     |
| ---- | --------------------------------- | ----------------------- | ------------- |
| 1993 | Cristian Brandi Cristiano Caratti | Sander Groen Arne Thoms | 4–6, 6–4, 6–1 |